# أولي تشينويث
أولي تشينويث (بالإنجليزية: Ollie Chenoweth)‏ هو لاعب كرة قدم بريطاني في مركز حراسة المرمى، ولد في 17 فبراير 1992 في Liskeard ‏ في المملكة المتحدة. لعب مع نادي بليموث أرجايل.

## وصلات خارجية
- أولي تشينويث على موقع قاعدة بيانات كرة القدم.إي يو (الإنجليزية)
- أولي تشينويث على موقع Soccerbase.com (لاعب) (الإنجليزية)
- أولي تشينويث على موقع Soccerway.com (الإنجليزية)